# 普雷斯頓 (密蘇里州)
普雷斯頓（英語：Preston）是位於美國密蘇里州希科里縣的村。

## 人口
根據2020年美國人口普查的數據，普雷斯頓的面積為1.95平方千米，皆為陸地。當地共有人口157人，而人口密度為每平方千米81人。